# فرانشيسكو الثاني ديستي
فرانشيسكو الثاني ديستي (مودينا، 1660 - ساسوولو، 6 سبتمبر 1694) دوق مودينا و ريدجو من عام 1662 حتى 1694. ابن الدوق ألفونسو الرابع ديستي ولاورا مارتينوتسي.